# Hokejové divize 1970/1971
Československé divize ledního hokeje 1970/1971 byly třetí nejvyšší hokejové soutěže na území Československa.

## Systém soutěže
Soutěž se skládala ze 8 skupin po 8 účastnících. Ve skupinách se všech 8 klubů utkalo dvoukolově každý s každým (celkem 14 kol). Vítězové jednotlivých skupin následně utkaly o postup do České národní hokejové ligy, respektive do Slovenské národní hokejové ligy. Týmy umístěné po základní části na posledním místě sestoupily do krajských přeborů.
Před začátkem soutěží odstoupily TJ Dukla Hraničář České Budějovice, TJ Lokomotiva Uherský Ostroh a TJ Sokol Malé Hoštice, které nahradila pouze TJ Jitona Lišov.

## Česká socialistická republika

### Skupina A
| Poř. | Tým                               | Z  | V  | R | P  | VB  | OB | B  |
| ---- | --------------------------------- | -- | -- | - | -- | --- | -- | -- |
| 1.   | TJ ZVVZ Milevsko                  | 14 | 13 | 0 | 1  | 103 | 32 | 28 |
| 2.   | TJ Prazdroj Plzeň                 | 14 | 11 | 1 | 2  | 112 | 38 | 23 |
| 2.   | TJ Šumavan Vimperk                | 14 | 7  | 2 | 5  | 66  | 59 | 16 |
| 4.   | TJ Spartak Rožmitál pod Třemšínem | 14 | 6  | 3 | 5  | 50  | 63 | 15 |
| 5.   | TJ Hluboká nad Vltavou            | 14 | 6  | 0 | 8  | 49  | 71 | 12 |
| 6.   | TJ Spartak Soběslav               | 14 | 3  | 3 | 8  | 39  | 74 | 9  |
| 7.   | TJ Kovosvit Holoubkov             | 14 | 3  | 1 | 10 | 56  | 71 | 7  |
| 8.   | TJ Jitona Lišov                   | 14 | 1  | 2 | 11 | 27  | 94 | 4  |

### Skupina B
| Poř. | Tým                           | Z  | V  | R | P  | VB | OB | B  |
| ---- | ----------------------------- | -- | -- | - | -- | -- | -- | -- |
| 1.   | TJ Secheza Lovosice           | 14 | 12 | 0 | 2  | 81 | 38 | 24 |
| 2.   | VTJ Dukla Mělník              | 14 | 10 | 1 | 3  | 78 | 35 | 21 |
| 3.   | TJ Baník SHD Most             | 14 | 10 | 0 | 4  | 64 | 36 | 20 |
| 4.   | TJ Spartak Klášterec nad Ohří | 14 | 7  | 0 | 7  | 50 | 60 | 14 |
| 5.   | TJ Baník Meziboří             | 14 | 6  | 0 | 8  | 68 | 66 | 12 |
| 6.   | TJ Slavia Děčín               | 14 | 6  | 0 | 8  | 56 | 58 | 12 |
| 7.   | VTJ Dukla Litoměřice          | 14 | 3  | 1 | 10 | 47 | 77 | 7  |
| 8.   | TJ Vlna Nejdek                | 14 | 1  | 2 | 11 | 27 | 94 | 4  |

### Skupina C
| Poř. | Tým                              | Z  | V  | R | P  | VB | OB  | B  |
| ---- | -------------------------------- | -- | -- | - | -- | -- | --- | -- |
| 1.   | TJ Tiba Jaroměř                  | 14 | 10 | 1 | 3  | 73 | 33  | 21 |
| 2.   | TJ Autoškoda Mladá Boleslav "B"  | 14 | 10 | 1 | 3  | 78 | 49  | 21 |
| 3.   | TJ Autobrzdy Jablonec nad Nisou  | 14 | 9  | 0 | 5  | 53 | 47  | 18 |
| 4.   | TJ Dvůr Králové nad Labem        | 14 | 8  | 1 | 5  | 58 | 48  | 17 |
| 5.   | VTJ Dukla Pardubice              | 14 | 7  | 1 | 6  | 80 | 71  | 15 |
| 6.   | TJ Spartak Nové Město nad Metují | 14 | 6  | 2 | 6  | 66 | 62  | 14 |
| 7.   | TJ Medik Praha                   | 14 | 2  | 1 | 11 | 52 | 76  | 5  |
| 8.   | HC Praha                         | 14 | 0  | 1 | 13 | 27 | 101 | 1  |

### Skupina D
| Poř. | Tým                      | Z  | V  | R | P  | VB | OB | B  |
| ---- | ------------------------ | -- | -- | - | -- | -- | -- | -- |
| 1.   | TJ Bohemians ČKD Praha   | 14 | 12 | 0 | 2  | 70 | 26 | 24 |
| 2.   | TJ Uhelné sklady Praha   | 14 | 7  | 2 | 5  | 59 | 52 | 16 |
| 3.   | TJ Baník Švermov         | 14 | 7  | 1 | 6  | 48 | 46 | 15 |
| 4.   | TJ Unhošť                | 14 | 6  | 2 | 6  | 45 | 49 | 14 |
| 5.   | TJ Konstruktiva Praha    | 14 | 6  | 1 | 7  | 41 | 44 | 13 |
| 6.   | TJ Slavoj Velké Popovice | 14 | 5  | 1 | 8  | 42 | 56 | 11 |
| 7.   | TJ Spartak Tesla Žižkov  | 14 | 5  | 0 | 9  | 47 | 58 | 10 |
| 8.   | TJ Sparta Podluhy        | 14 | 3  | 1 | 10 | 28 | 59 | 7  |

Zápas TJ Unhošť - TJ Sparta Podluhy byl oboustranně kontumován 5:5.

### Skupina E
| Poř. | Tým                        | Z  | V  | R | P  | VB | OB | B  |
| ---- | -------------------------- | -- | -- | - | -- | -- | -- | -- |
| 1.   | TJ Prostějov               | 12 | 11 | 0 | 1  | 76 | 17 | 22 |
| 2.   | TJ Dynamo Jihlava          | 12 | 11 | 0 | 1  | 82 | 29 | 22 |
| 3.   | VŠTJ Technika Brno         | 12 | 7  | 0 | 5  | 51 | 45 | 14 |
| 4.   | TJ Spartak Nedvědice       | 12 | 6  | 0 | 6  | 57 | 47 | 12 |
| 5.   | TJ Motorpal Velké Meziříčí | 12 | 3  | 0 | 9  | 33 | 94 | 6  |
| 6.   | TJ BOPO Třebíč             | 12 | 2  | 1 | 9  | 32 | 72 | 5  |
| 7.   | TJ Baník Dubňany           | 12 | 1  | 1 | 10 | 37 | 64 | 3  |

Z důvodu pouze 7 účastníků z této skupiny nikdo nesestoupil.

### Skupina F
| Poř. | Tým                          | Z  | V | R | P  | VB | OB | B  |
| ---- | ---------------------------- | -- | - | - | -- | -- | -- | -- |
| 1.   | TJ Sigma MŽ Olomouc          | 12 | 9 | 1 | 2  | 61 | 41 | 19 |
| 2.   | TJ Tatra Vagónka Studénka    | 12 | 7 | 3 | 2  | 42 | 32 | 17 |
| 3.   | TJ VŽKG Ostrava "B"          | 12 | 7 | 0 | 5  | 47 | 46 | 14 |
| 4.   | TJ Lokomotiva Pramet Šumperk | 12 | 5 | 2 | 5  | 46 | 42 | 12 |
| 5.   | TJ Baník ČSA Karviná "B"     | 12 | 6 | 0 | 6  | 49 | 47 | 12 |
| 6.   | TJ Sokol Ostrava-Poruba      | 12 | 3 | 3 | 6  | 46 | 48 | 9  |
| 7.   | TJ Slavia VŠB Ostrava        | 12 | 0 | 1 | 11 | 40 | 75 | 1  |

TJ Sigma MŽ Olomouc odmítl postup do ČNHL.
Z důvodu pouze 7 účastníků z této skupiny nikdo nesestoupil.

## Kvalifikace o ČNHL
| Poř. | Tým                    | Z | V | R | P | VB | OB | B |
| ---- | ---------------------- | - | - | - | - | -- | -- | - |
| 1.   | TJ ZVVZ Milevsko       | 6 | 4 | 1 | 1 | 30 | 17 | 9 |
| 2.   | TJ Secheza Lovosice    | 6 | 4 | 0 | 2 | 22 | 25 | 8 |
| 3.   | TJ Tiba Jaroměř        | 6 | 2 | 0 | 4 | 16 | 22 | 4 |
| 4.   | TJ Bohemians ČKD Praha | 6 | 1 | 1 | 4 | 13 | 17 | 3 |

Týmy TJ ZVVZ Milevsko, TJ Secheza Lovosice a TJ Prostějov postoupily do dalšího ročníku ČNHL.
Týmy TJ Jitona Lišov, TJ Vlna Nejdek, TJ Medik Praha, HC Praha, TJ Sparta Podluhy sestoupily do krajských přeborů. Nahradily je kluby, jež uspěly v kvalifikaci TJ Vodní stavby Tábor, TJ Spartak BS Vlašim, TJ Sokol Opočno, TJ Spartak Hlinsko, TJ Slavia Kroměříž, TJ Spartak Telč a TJ Nový Jičín.

## Slovenská socialistická republika

### Skupina západ
| Poř. | Tým                     | Z                           | V                           | R                           | P                           | VB                          | OB                          | B                           |
| ---- | ----------------------- | --------------------------- | --------------------------- | --------------------------- | --------------------------- | --------------------------- | --------------------------- | --------------------------- |
| 1.   | TJ Slávia UK Bratislava | 16                          | 12                          | 2                           | 2                           | 104                         | 45                          | 26                          |
| 2.   | TJ ZVL Skalica          | 16                          | 13                          | 0                           | 3                           | 93                          | 52                          | 26                          |
| 3.   | TJ AC Nitra             | 16                          | 8                           | 2                           | 6                           | 98                          | 68                          | 18                          |
| 4.   | TJ TTS Trenčín          | 16                          | 3                           | 0                           | 13                          | 51                          | 115                         | 6                           |
| 5.   | TJ TS Topoľčany         | 16                          | 2                           | 0                           | 14                          | 50                          | 116                         | 4                           |
| 6.   | TJ Tesla Piešťany       | V průběhu soutěže odstoupil | V průběhu soutěže odstoupil | V průběhu soutěže odstoupil | V průběhu soutěže odstoupil | V průběhu soutěže odstoupil | V průběhu soutěže odstoupil | V průběhu soutěže odstoupil |

### Skupina východ
| Poř. | Tým                                 | Z                           | V                           | R                           | P                           | VB                          | OB                          | B                           |
| ---- | ----------------------------------- | --------------------------- | --------------------------- | --------------------------- | --------------------------- | --------------------------- | --------------------------- | --------------------------- |
| 1.   | TJ VSŽ Košice "B"                   | 16                          | 11                          | 2                           | 3                           | 74                          | 49                          | 24                          |
| 2.   | TJ Lokomotíva Bane Spišská Nová Ves | 16                          | 10                          | 0                           | 6                           | 68                          | 55                          | 20                          |
| 3.   | TJ Slovan Levoča                    | 16                          | 9                           | 1                           | 6                           | 62                          | 56                          | 19                          |
| 4.   | TJ ZPA Prešov "B"                   | 16                          | 5                           | 2                           | 9                           | 65                          | 66                          | 12                          |
| 5.   | TJ Družstevník Letanovce            | 16                          | 2                           | 1                           | 13                          | 57                          | 100                         | 5                           |
| 6.   | TJ Družstevník Spišské Bystré       | V průběhu soutěže odstoupil | V průběhu soutěže odstoupil | V průběhu soutěže odstoupil | V průběhu soutěže odstoupil | V průběhu soutěže odstoupil | V průběhu soutěže odstoupil | V průběhu soutěže odstoupil |

Týmy TJ Slávia UK Bratislava a TJ VSŽ Košice "B" postoupily do dalšího ročníku 1. SNHL.
Týmy TJ Družstevník Spišské Bystré a TJ Tesla Piešťany sestoupily do krajských přeborů.TJ ZPA Prešov "B" sestoupil z důvodu sestupu A-týmu do divize. Nahradily je kluby, jež uspěly v kvalifikaci TJ Dinas Banská Belá, TJ Iskra Partizánske a TJ Iskra Kežmarok.